# Verongula
Verongula is een geslacht in de taxonomische indeling van de gewone sponzen (Demospongiae). De naam werd voor het eerst geldig gepubliceerd door Addison Emery Verrill in 1907.

## Taxonomie
Verrill richtte dit geslacht op voor die soorten uit het geslacht Aplysina die "regelmatige, divergente, hoekige radiaalkanalen hebben met dunne, roosterachtige wanden, zodat ze een honingraatachtige structuur vormen". Hij bracht Aplysina praetexta Hyatt in dit geslacht onder, wat de typesoort van het geslacht werd, evenals een aantal andere soorten. Verongula praetexta is later beschouwd als een junior synoniem van Verongula gigantea Hyatt.

## Soorten
- Verongula gigantea (Hyatt, 1875)
- Verongula reiswigi Alcolado, 1984
- Verongula rigida (Esper, 1794)